# Переробка паперу

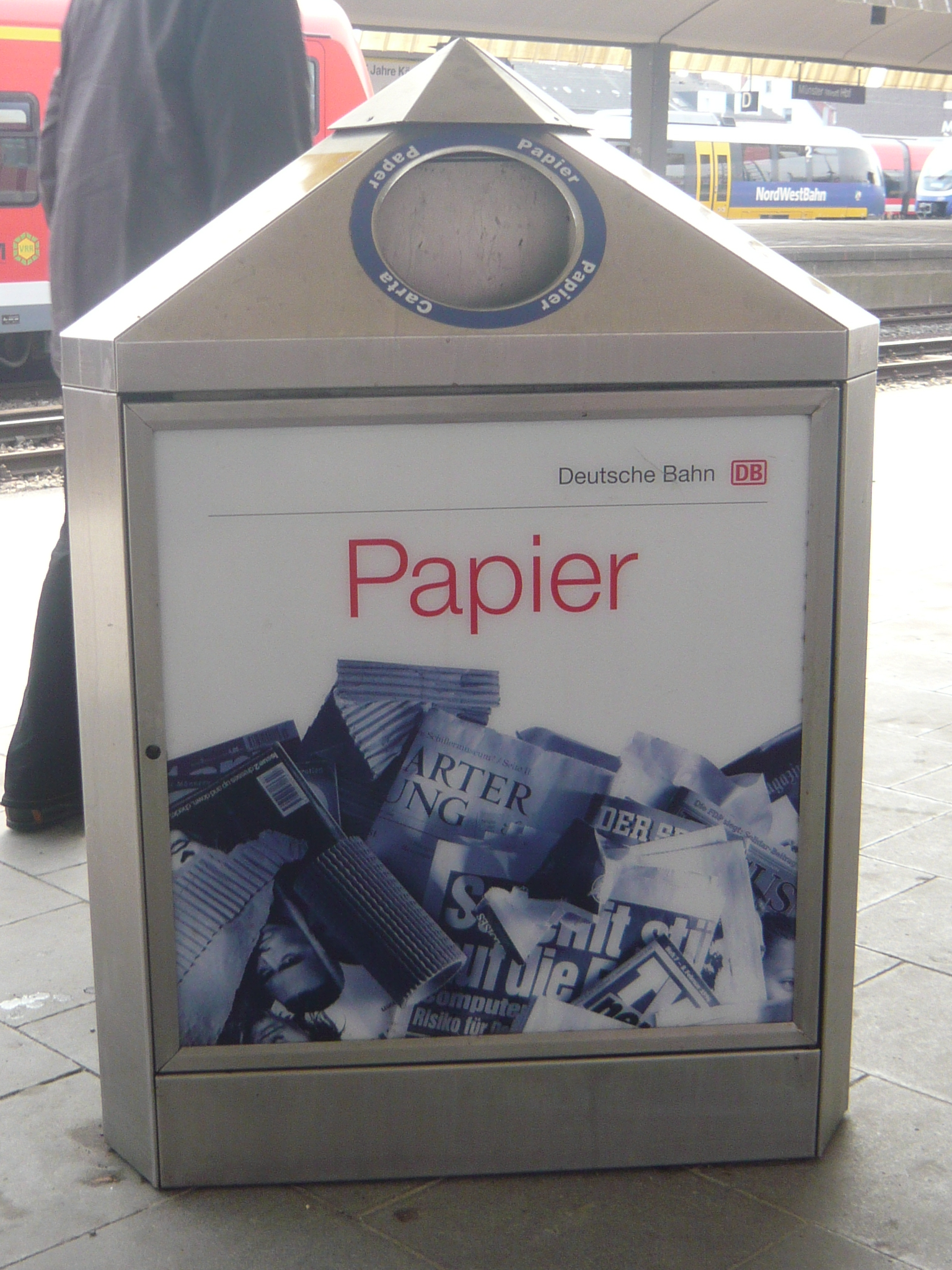
Ящик для збору макулатури на залізничній станції, Німеччина.

Переробка паперу є ключовим процесом у глобальних зусиллях щодо сталого поводження з відходами та їх переробки в цінні продукти. Він являє собою серію кроків, спрямованих на перетворення використаних паперових матеріалів у нові придатні для використання паперові вироби, тим самим значно пом’якшуючи вплив на навколишнє середовище та зберігаючи життєво важливі природні ресурси.
Процес починається зі збору викинутого паперу з різних джерел, таких як будинки в містах, домогосподарства, офіси, школи, промислові підприємства тощо. Цей зібраний папір проходить ретельне сортування за типом і якістю, що підкреслює важливість чистого, незабрудненого паперу для ефективної переробки.
Згодом відсортований папір подрібнюють, розбиваючи його на більш дрібні частини, щоб полегшити фазу виробництва целюлози. Під час виробництва целюлози папір змішується з водою, щоб утворилася целюлоза, і застосовуються суворі процедури для видалення забруднюючих речовин, що забезпечує очищену та високоякісну целюлозу, готову до повторного використання.
Для паперу, що містить фарби або чорнило, вирішальним етапом є видалення фарби, коли використовуються різні методи, такі як промивання, флотація або хімічні процеси, щоб відокремити частинки чорнила від целюлози, забезпечуючи її придатність для переробки.
Після цих підготовчих етапів очищена целюлоза перетворюється на нові паперові вироби за допомогою ретельного виробничого процесу. Цей перероблений папір служить сировиною для широкого спектру предметів, зокрема газет, пакувальних матеріалів, картону тощо. Кожен етап цієї подорожі переробки втілює принципи циркулярної економіки та сталого розвитку, сприяючи збереженню ресурсів, енергоефективності та зменшенню відходів.

Важливість вторинної переробки паперу перегукується з її ключовою роллю у збереженні природних ресурсів, таких як деревина, стримуванні накопичення відходів на звалищах і значному зниженні споживання енергії та забруднення, зазвичай пов’язаного з виробництвом паперу. Стимулюючи циркулярну економіку, де матеріали перепрофільовуються та повторно використовуються, переробка паперу втілює важливий наріжний камінь екологічних практик у всьому світі.

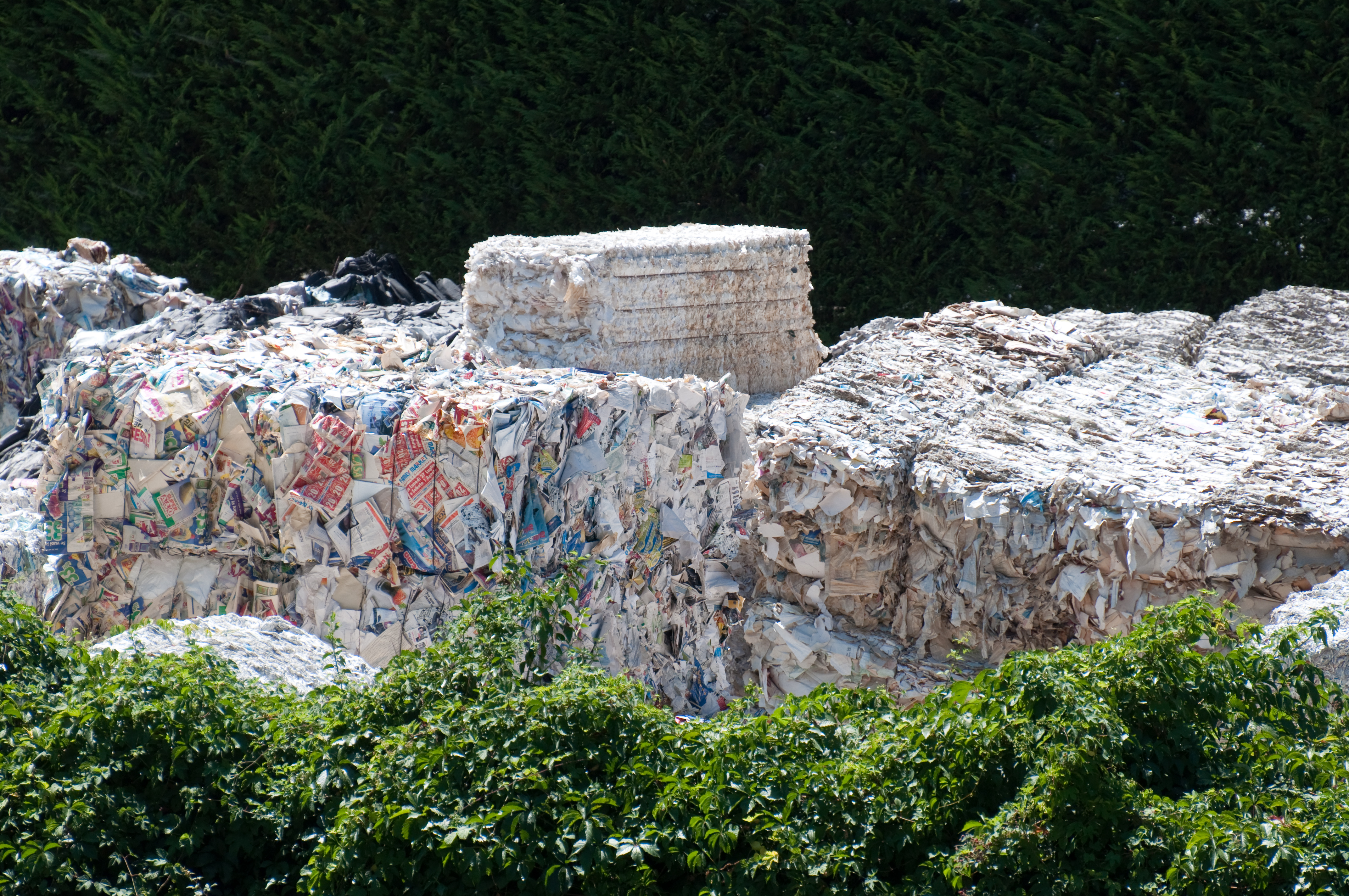
Паперові відходи, зібрані для переробки, Італія.

## Процес переробки паперу
Є три категорії паперу, які можуть бути використані для переробки: обрізки, передпобутові та постпобутові відходи. Обрізки - паперова обрізки та відходи після виробництва паперу, які переробляється безпосередньо на паперовій фабриці. Передпобутові відходи - це матеріал, який випустив паперовий комбінат, але його відбракували до отримання споживачами. Побутові відходи - це вже матеріал, отриманий після використання, наприклад, стару тару з гофрованого картону (гофрокартону), старі журнали і газети. Папір, придатний для переробки, називається "макулатура", її часто використовують для створення упаковки з відлитої пульпи. Промисловий процес видалення друкарської фарби з паперової сировини під час її переробки винайшов німецький юрист Justus Claproth, в результаті значно покращується якість сировини для подальшої переробки.
Процес переробки паперових відходів найчастіше включає змішування використаного/старого паперу з водою і хімікатами, щоб подрібнити його. Він подрібнюється і нагрівається, щоб розщепити сировину на волокна целюлози; отримана суміш називається пульпою або суспензією. Її проціджують крізь сита, які видаляють залишки клею або пластмаси (особливо з паперу з пластиковим покриттям), які можуть залишатися в суміші після очищення, очищають від фарби, білил, і далі змішують з водою. Далі можна виробляти новий перероблений папір.
Вміст чорнил у макулатуру становить близько 2% від ваги.

### Додаткова цінність
Крім переробки в паперові вироби, дослідження показують, що за допомогою традиційної та інтегрованої технології біопереробки велика різноманітність і кількість відходів, які утворюються на целюлозно-паперових підприємствах, можна перетворити на цінні продукти. Згідно з результатами огляду 2021 року, показано, що високоефективне вуглецеве волокно та біопластик можливо виготовляти з чорного лугу відходів виробництва целюлози; целюлозні відходи з тирси та шламу можуть бути використані для синтезу целюлозних нанокристалів (CNC) та регенерованих волокон, таких як віскозний шовк та ацетат; відходи виробництва целюлози на мінеральній основі та золу-винесення можна використовувати для виробництва різних видів біокомпозитів. Різні біоматеріали, отримані з біомаси целюлозно-паперового комбінату, можна використовувати для різноманітних застосувань, включаючи звичайні високоефективні та інтелектуальні матеріали. Продукти переробки макулатури можуть бути перероблені також на енергію й тепло, та високоцінні матеріали, включаючи біопаливо (біоводень, біометан), наноцелюлозу, гідровугілля, будівельні матеріали та добрива для ґрунту.

## Обґрунтування переробки
Промислове виробництво паперу впливає на довкілля, як вище за течією (де добувають і обробляють сировину) і нижче (вплив відходів виробництва).
В сучасному світі до 40% з паперової маси має деревне походження (на більшості сучасних заводах лише 9-16% целюлози отримується з лісоматеріалів для целюлози і деревної маси; решта з відходів деревини, яку раніше традиційно спалювали). 35% усіх спиляних дерев іде на виготовлення паперової продукції, що становить 1,2% від загальносвітового обсягу виробництва. Переробка однієї тонни газетного паперу економить до 1 тонни деревини, при переробці 1 тонни друкованого або копіювального паперу зберігає трохи більше 2 тонн деревини. Для отримання якісних целюлозних волокон використовують сульфатний процес переробки деревини на целюлозу, для цього потрібно вдвічі більше деревини, оскільки видаляється лігнін, ніж потрібно деревини для процесу механічної пульпації. Кількість переробленого паперу пов'язана із кількістю дерев, яких не будуть зрубувати для виробництва нового паперу. 16% світового виробництва целюлози відбувається за рахунок спеціально висаджених дерев, 9% - це великовічні ліси, а також ліси другого, третього і старішого покоління. Більшість операторів целюлозних заводів  практикують лісовідновлення для забезпечення безперервності поставок деревини. Програма підтвердження Лісової сертифікації (The Programme for the Endorsement of Forest Certification - PEFC) і Лісова Наглядова Рада сертифікують папір, який виготовлено з дерев, вирощених відповідно до керівних принципів забезпечення гарної практики ведення лісового господарства. Підраховано, що переробка половини паперу у світі дозволить уникнути вирубуванню 81 тис. км² лісових масивів.

### Енергія
Завдяки переробці знижується споживання енергії, хоча досі тривають дебати щодо фактичної енергетичної економії. Згідно інформації, яку надає Енергетична Інформаційна Адміністрація США, при переробці паперу відбувається економія до 40% енергоресурсів у порівнянні з невідновлюваною целюлозою, у той же час Бюро Міжнародної рециркуляції (БІР) стверджує про скорочення енергетичних витрат до 64%. Деякі розрахунки вказують, що переробка однієї тонни газетного паперу економить близько 4 000 кВТ⋅год (14 ГДж) електроенергії, хоча дані можуть бути завищеними (дивіться далі нотатки про неперероблену целюлозу). Цієї електроенергії достатньо для живлення 3-х кімнатного європейського будинку протягом усього року, або скільки ж енергії, щоб нагрівати і охолоджувати середній північноамериканський будинку майже половину року. Переробка паперу у пульпу насправді споживає більше викопного палива, ніж під час виготовлення нової целюлози із деревини; в останньому випадку на заводі більшість енергії виробляється від спалювання деревних відходів (кора, корені, відходи лісопиляння) і побічних продуктів лігнінування. Целюлозні заводи, які виробляють нову механічну целюлозу використовують велику кількість енергії; дуже груба оцінка потреби в електроенергії становить 10 гдж/т целюлози (2500 кВт·год/коротку тону).

### Використання звалищ
У США близько 35% твердих побутових відходів (до переробки) за вагою складаються із паперу і паперових виробів.

### Забруднення води та повітря
Агентство з охорони довкілля США (АООС) встановили, що переробка спричиняє зменшенню забруднення води на 35% і повітря на 74%, ніж при виробництві целюлози з деревини. Целюлозно-паперові комбінати можуть бути джерелом забруднення як повітря, так і води, особливо якщо вони виробляють вибілену целюлозу. Сучасні заводи виробляють значно менше забруднення, ніж кілька десятиліть тому. Переробка макулатури зменшує попит на первинну целюлозу із деревної маси, тим самим зменшується загальний обсяг забруднення повітря і води, пов'язаного з паперовим виробництвом. Перероблена пульпа може бути відбіленою такими ж хімічними речовинами, які використовуються для відбілювання целюлози, або перекисом водню і гідросульфітом натрію, як найпоширенішими відбілювачами. Перероблена пульпа, або папір, виготовлений із неї, називається безхлорними, якщо у процесі виробництва не використовувалися хлоровмісні сполуки. Проте, переробне виробництво може мати шкідливі побічні продукти, наприклад осадкові відходи. Під час процесів видалення фарби на фабриці Cross Pointe у Маямі, штат Огайо, утворюється осад, який становить до 22% від ваги переробленої макулатури.

## Факти і цифри про переробку
В середині 19-го століття, спостерігався підвищений попит на книги та писані матеріали. До того часу, виробники паперу використовували лляне ганчір'я на його виготовлення, але наявна пропозиція не могла задовольнити зростаючий попит. Книги викуповували на аукціонах для переробки в новий папір, принаймні, у Великій Британії, на початку 19-го століття.
На міжнародному рівні, близько половину всієї макулатури складають конвертовані втрати (переробка перед споживачем), такі як обрізки і непродана періодика; і становить приблизно третину від побутових і виробничих відходів.
Деяка статистика про споживання паперу:7 тичяч сухих галонів США (26 м3)
- Станом на 1996 рік приблизно 95% ділової інформації досі зберігалася на папері.[27]
- Переробка 1 американська тонна (0,91 т) паперу зберігає 17 зрілих дерева,[28]  води, 3 кубічні ярди (2,3 м3) простору звалищ, 2 barrels of oil (84 гал. США or 320 л), та 4 100 кіловат-годин (15 ГДж) електроенергії – достатня кількість енергії для забезпечення одного середньостатистичного американського будинку протягом шести місяців.[29]
- Хоча папір традиційно ототожнюється із читанням і писанням, але його призначення, як засіб комунікації, відійшов на другий план після пакувального використання, куди йде до 41% використовуваного паперу.[30]
- 115 мільярдів паперових сторінок використовуються для персональних комп'ютерів.[31] Щодня середньостатистичний інтернет-користувач друкує 15 листків.[32]
- Волокна з певного гофрованого картону можна переробляти до 25 разів [33]. Деякий картон на 90-100 % складається із перероблених матеріалів.
- У 1997 році було вироблено 299,044 метричних тонн паперу (включно із картоном).[34]
- У 1999 році у США середня витрата паперу на людину була близько 354 кілограмів. Таку ж кількість споживають 6 людей в Азії або 30 людей в Африці.[28]
- У 2006-2007 роках в Австралії використали 5,5 мільйона тонн паперу та картону, із них 2,5 мільйона тонн переробили.[35]
- В Австралії газетний папір на 40% складається із переробленої сировини.[36]

## Переробка паперу у різних країнах

### Європейський союз
Переробка паперу в Європі має довгу історію. Представники індустрії за власною ініціативою у 2000 році створили Раду Європейських переробників макулатури для моніторингу прогресу в переробці макулатури, і в тому ж році опублікували Європейську Декларацію Переробки Паперу. З тих пір Рада оновлює Декларацію кожні п'ять років. У 2011 році РЄПМ взяли на себе зобов'язання до 2015 року  разом підтримувати і забезпечити рівень переробки паперу до 70% у 27 країнах ЄС, а також Швейцарії і Норвегії, а також покращити відповідні показники у таких сферах, як запобігання утворення відходів, екодизайн і наукові дослідження і розробки. У 2014 році рівень переробки паперу в Європі становив 71,7%, як заявлено у Звіті про результати моніторингу за 2014 рік.

### США
Переробка паперу вже давно практикується в США. За даними Американського Агентства з охорони довкілля, у 2012 році маса паперу і картону становили 68 млн тонн твердих побутових відходів, які утворюються в США, і це менше, ніж 87 млн тонн у 2000 році. Папір є найбільш перероблюваним матеріалом — 64,6 % переробили у 2012 році, але він став менше використовуватися, ніж на рубежі століття. На долю паперу припадає більша половина ваги всіх перероблюваних матеріалів, зібраних у США.
Історія переробки паперу має кілька важливих дат:
- 1690 рік: родина Ріттенхаус заснували першу паперову фабрику, на якій використовувався перероблюваний льон.[41]
- 1896 рік: родина Бенедетто заснували перший великий центр утилізації у Нью-Йорку, де приймали ганчірки, газети і сміття із кошиків.
- 1993 рік: перший рік, коли паперу було більше  перероблено, ніж поховано на звалищах.[42]

На сьогодні, більша половина всього паперу, який використовується у Сполучених Штатах, збираються і переробляються. Але паперові вироби досі є найбільшою складовою твердих побутових відходів, і становить понад 40% складу звалищ[коли?]. У 2006 році зафіксований рекорд: 53,4% паперу, який використовувався у США (53,5 млн тонн) пішов на переробку; для порівняння у 1990 рівень переробки становив 33,5%.
Виробники паперу США поставили за мету переробляти  55% усього паперу, який використовувався у США в 2012 році. На паперові вироби, які використовуються в пакувальній промисловості, припадало близько 77 % пакувальних матеріалів зі вторсировини, що в загальній масі становило понад 10,89 мільйона кілограмів паперу, відновленого у 2005 році.
До 1998 року в країні існувало близько 9000 програм по прибиранню узбіч і 12000  центрів утилізації. Станом на 1999, було створено 480 ліній по сортуванню вторинної сировини для переробки зібраних матеріалів. Останнім часом рекламні листівки складають велику частину від загального рециркуляційного потоку, у порівнянні із газетами або особистими листами. Проте збільшення небажаної пошти досі мале у порівнянні зі скороченням використанням паперу для цієї мети.
Світова фінансова криза у 2008 році викликала у США зниження ціни на старі газети, у жовтні ціна знизилася від 140 дол. США до 40 дол. США за тонну .

### Мексика
У Мексиці[коли?] не деревина, а макулатура є основною сировиною для паперових комбінатів, на долю макулатури припадає близько 75% сировини.

## Обмеження та наслідки вторинної переробки паперу
Разом із волокнами папір може містити різні неорганічні та органічні компоненти, в тому числі до 10 000 різних хімікатів, які потенційно можуть забруднювати знову вироблену паперову продукцію. Як приклад, Бісфенол А (хімічна речовина, яка часто зустрічається в термопапері) був виявлений як забрудника в різних паперових продуктах, отриманих після переробки паперу. Крім того, такі групи хімічних речовин, як фталати, феноли, мінеральні мастила, поліхлоровані дифеніли та токсичні метали ідентифікуються в паперових матеріалах. Хоча деякі заходи можуть зменшити хімічне навантаження при переробці макулатури (наприклад, впровадження дезактивації, оптимізований збір макулатури), можна навіть повністю припинити використання деяких хімічних речовин (поетапного), але у результаті протягом кількох десятиліть вказані речовини будуть повертатися до циклу переробки із новими партіями старих газет.